# Star Trek Online
Star Trek Online, vaak verkort tot STO, is een massively multiplayer online role-playing game (MMORPG) ontwikkeld door Cryptic Studios en gebaseerd op de populaire Star Trek-serie. De game speelt zich af in de 25ste eeuw, 30 jaar na de gebeurtenissen van Star Trek: Nemesis. Star Trek Online is de eerste MMORPG binnen de Star Trek-franchise en kwam beschikbaar voor het Windows-platform op 2 februari 2010. De eerste twee jaar moest er zowel eenmalig een bedrag betaald worden om de game te mogen bezitten als een maandelijks bedrag om het te mogen spelen. Op 17 januari 2012 werd er een free-to-play-tier beschikbaar gesteld. Na een open bèta-testperiode werd op 11 maart 2014 een complete geteste versie uitgebracht voor het Mac-platform. De game kan voor Windows gedownload worden van het Perfect World Entertainment Arc Games-medium of van Steam, of van Perfect World Entertainment als een alleenstaande launcher voor Mac.

## Achtergrond
Star Trek Online speelt zich af in het jaar 2409, dertig jaar na de gebeurtenissen van Star Trek: Nemesis. De alliantie tussen de Verenigde Federatie van Planeten en het Klingonrijk is vervallen en beide zijden zijn wederom in oorlog. Het Romulaanse Rijk is nog steeds bezig met de verwerking van het verlies en de vernietiging van hun planeet tweeëntwintig jaar eerder, terwijl de Dominion zijn legers herbouwt. De Borg Collective is opnieuw tevoorschijn gekomen als een grote bedreiging.
Elke speler is de kapitein van zijn eigen individuele schip, gebruikmakend van alle officieren die toegang hebben tot het schip, inclusief het personage van de speler. Om de zeemanstraditie hoog te houden, wordt iedereen die een schip bestuurt, onafhankelijk van zijn of haar echte rang, als "kapitein" beschouwd. Er zijn drie facties beschikbaar: Federatie, Klingon en Romulan, en spelers kunnen een kapitein creëren voor een van deze facties vanaf level 1. Voorheen was het alleen mogelijk om als Klingon te spelen vanaf level 25, en Romulaanse spelers waren niet beschikbaar. Brugofficieren hebben een andere manier van voortgang, waaronder het kopen van vaardigheden en spullen. Ook kunnen ze door de kapitein van het schip gepromoveerd worden.
De game bevat verwijzingen naar meerdere beroemde verhaallijnen, schepen en personages in verscheidene Star Trek-televisieseries.

## Gameplay
Bij Star Trek Online speelt elke speler de kapitein van zijn eigen schip. Spelers kunnen spelen als een ruimteschip, waarbij de scheepswerktuigkundige, tactische en wetenschappelijke systemen bestuurd kunnen worden met het toetsenbord of muis of knoppen op het scherm. Spelers kunnen ook naar beneden "gestraald" worden met een transporter om vervolgens vrij rond te lopen als een spelerpersonage op verschillende planeten, waaronder Starfleet Academy, Vulcan en Risa. Hierbij hebben ze toegang tot wapens, specifieke vormen van ondersteuning en vechttechnieken gerelateerd aan hun personageklasse. De twee vechtsystemen zijn verbonden door het hele spel: awayteam-missies bevatten snelle zogeheten "run-and-gun"-gevechten, terwijl ruimtegevechten meer gericht zijn op de lange termijn tactische technieken tussen twee schepen.

### Personalisering
Het spel biedt verschillende scheepsklassen waaruit de speler kan kiezen. Speelbare scheepsklassen bieden een van drie verschillende sjablonen waaruit gekozen kan worden voor het uiterlijk (extra sjablonen kunnen eventueel gekocht worden in de Z-store voor echt geld) en kunnen onderling gemengd en opnieuw gekleurd worden om een uniek schip te creëren.
Uniformen kunnen ofwel gecreëerd worden door de speler zelf in de personage-creëerfase of via de kleermaker, die te vinden is in bijna alle "Starbases". Nieuwe stijlen, speciale kleding uit de Z-store en kostuums kunnen gekocht worden voor beide geslachten. Er zijn wel restricties gebaseerd op ras en fractie.

#### Speelbare rassen
Tijdens de spelercreatie kunnen spelers kiezen uit meerdere iconische rassen uit het Star Trek-universum, elke met zijn eigen kenmerken en karaktertrekken. Het is ook mogelijk een volledig uniek ruimtewezen te maken dat nog niet bestaat. De meerderheid van de speelbare rassen is exclusief beschikbaar voor de Federatie, KDF of Romulans. De meerderheid van de rassen is standaard beschikbaar, maar sommige moeten aangeschaft worden in Cryptics online Z-store.
| Federatierassen  | Federatie koopbaar | Klingon Rijk-rassen | Klingon koopbaar   | Romulanrassen | Romulan koopbaar   |
| ---------------- | ------------------ | ------------------- | ------------------ | ------------- | ------------------ |
| Alien*           | Borg (vrijgelaten) | Alien*              | Borg (vrijgelaten) | Alien*        | Borg (vrijgelaten) |
| Andorian         | Caitian            | Gorn                | Ferasan            | Romulan       | Reman              |
| Bajoran          | Klingon            | Klingon             | Trill (joined)     |               |                    |
| Benzite          | Trill (Joined)     | Lethean             |                    |               |                    |
| Betazoid         |                    | Nausicaan           |                    |               |                    |
| Bolian           |                    | Orion               |                    |               |                    |
| Ferengi          |                    |                     |                    |               |                    |
| Human            |                    |                     |                    |               |                    |
| Pakled           |                    |                     |                    |               |                    |
| Rigellian        |                    |                     |                    |               |                    |
| Saurian          |                    |                     |                    |               |                    |
| Tellarite        |                    |                     |                    |               |                    |
| Trill (unjoined) |                    |                     |                    |               |                    |
| Vulcan           |                    |                     |                    |               |                    |

* "Alien" betekent dat de speler volledig toegang heeft tot de personagecreator en dus alle eigenschappen van het uiterlijk kan veranderen.

### Personageprogressie
Spelers vinden nieuwe officieren met speciale vaardigheden terwijl ze levels omhoog gaan. Deze kunnen gerekruteerd worden, zodat ze onderdeel worden van de bemanning van de speler, of ze kunnen gebruikt worden om huidige officieren een nieuwe vaardigheid bij te brengen die de speler zelf niet kan aanleren. Nieuwe brugofficieren kunnen op deze manier ook gerekruteerd worden, of ze worden gehuurd/aangeboden op een starbase. Individuele gevechten zullen beter gaan naarmate de speler meer vaardigheidspunten uitgeeft en ervaring opdoet. Hiermee kan de kapitein een level omhoog gaan en vaardigheidspunten toewijzen in de "vaardigheidsboom". Hier kan de speler aangeven aan welke vaardigheden hij punten wil besteden om beter te worden. Dit kan ook bij brugofficieren gedaan worden. Hoe meer vaardigheidspunten worden toegekend aan brugofficieren, hoe beter de huidige vaardigheden worden.